# Всеукраинский комитет охраны памятников искусства и старины
Всеукраинский комитет охраны памятников искусства и старины (ВУКОПИС; укр. Всеукраїнський комітет охорони пам'яток мистецтва і старовини) — государственный орган, созданный 3 февраля 1919 года в Харькове при отделении искусств Наркомпроса УССР с целью осуществления учёта, регистрации, охраны, изучения и популяризации памятников. Со 2-й половины февраля 1919 года — отдельное учреждение в структуре Наркомпроса. Работал в феврале-марте 1919 в Харькове, в апреле-июле — в Киеве. Возобновил деятельность летом 1920 года в Харькове. Состоял из музейной, этнографической, археологической, архитектурно-монументальной и архивно-библиографической секций. На местах действовали губернские КОПИСы (Волынский, Киевский, Одесский, Подольский, Полтавский, Харьковский, Черниговский) и секции при отделах народного образования (Екатеринославская и Херсон. губ.), отдельные уездные и городские комитеты.
В разное время в работе ВУКОПИСа участвовали Д. И. Багалей, В. А. Барвинский, Н. Ф. Беляшевский, С. А. Гиляров, Ф. Л. Эрнст, Г. К. Лукомский, Н. Е. Макаренко, В. Л. Модзалевский, И. В. Моргилевский, А. П. Новицкий, Н. Д. Полонская-Василенко, Н. Ф. Сумцов, С. А. Таранушенко, А. С. Федоровский, Ф. И. Шмит и др.
Комитет инициировал проведение 1-й государственной регистрации памятников искусства и старины, издание декрета о национализации исторических и художественных ценностей, запрета на их снос или уничтожение, переработку, реквизицию и вывоз. Организовывал научные экспедиции и обследования памятников, археологические раскопки, ремонтно-реставрационные работы архитектурных сооружений, специальные курсы, лекции и экскурсии для населения. Важным направлением деятельности было обследование брошенных усадеб, домов, квартир, монастырей и церквей с целью выявления и охраны культурных ценностей. Способствовал созданию сети государственных музеев в Украине, системы архивных учреждений, разработке проекта производства архивной реформы. В апреле 1921 года ВУКОПИС был разделён на Главный архив управления и Главное управление по делам музеев, охраны памятников искусства, старины и природы (Главмузей), на которое возлагались функции комитета. В декабре того же года Главмузей прекратил существование как самостоятельный орган и был подчинён Главному управлению по делам политико-просветительской работы Наркомпроса УССР.